# Make-A-Wish Foundation
Make-A-Wish Foundation er en almennyttig organisation grundlagt i 1980 i Phoenix, USA. Formålet er at opfylde ønsker for børn mellem 3-18 år med livstruende sygdomme, med henblik på at skabe håb, styrke og glæde.
Make-A-Wish findes i mere end 50 lande.